# Adams (Contea di Adams, Wisconsin)
Adams è un comune degli Stati Uniti, situato in Wisconsin e in particolare nella Contea di Adams.